# Arisaema thunbergii
Arisaema thunbergii är en kallaväxtart som beskrevs av Carl Ludwig von Blume. Arisaema thunbergii ingår i släktet Arisaema och familjen kallaväxter.

## Underarter
Arten delas in i följande underarter:
- A. t. autumnale
- A. t. geomundoense
- A. t. thunbergii
- A. t. urashima

## Bildgalleri

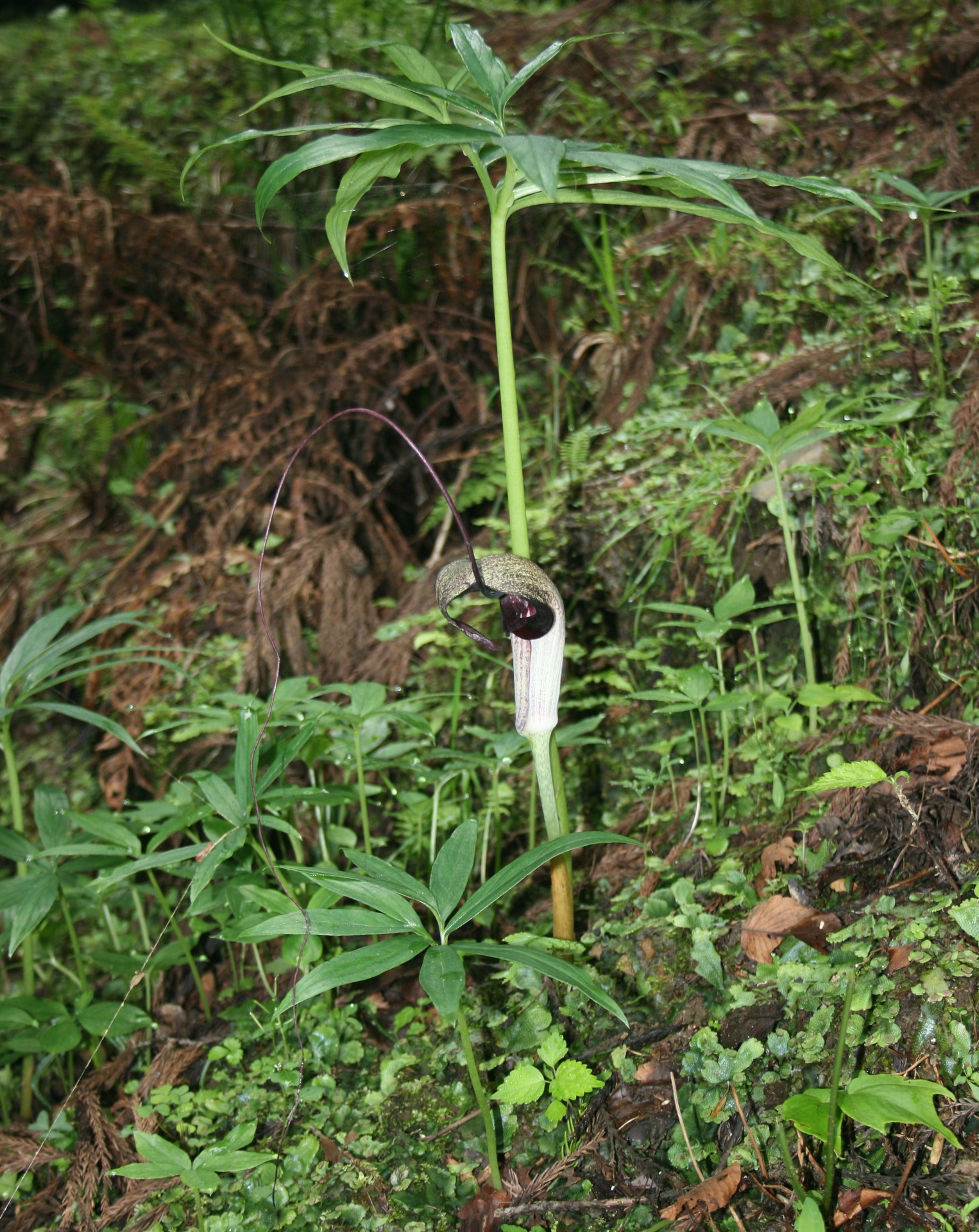
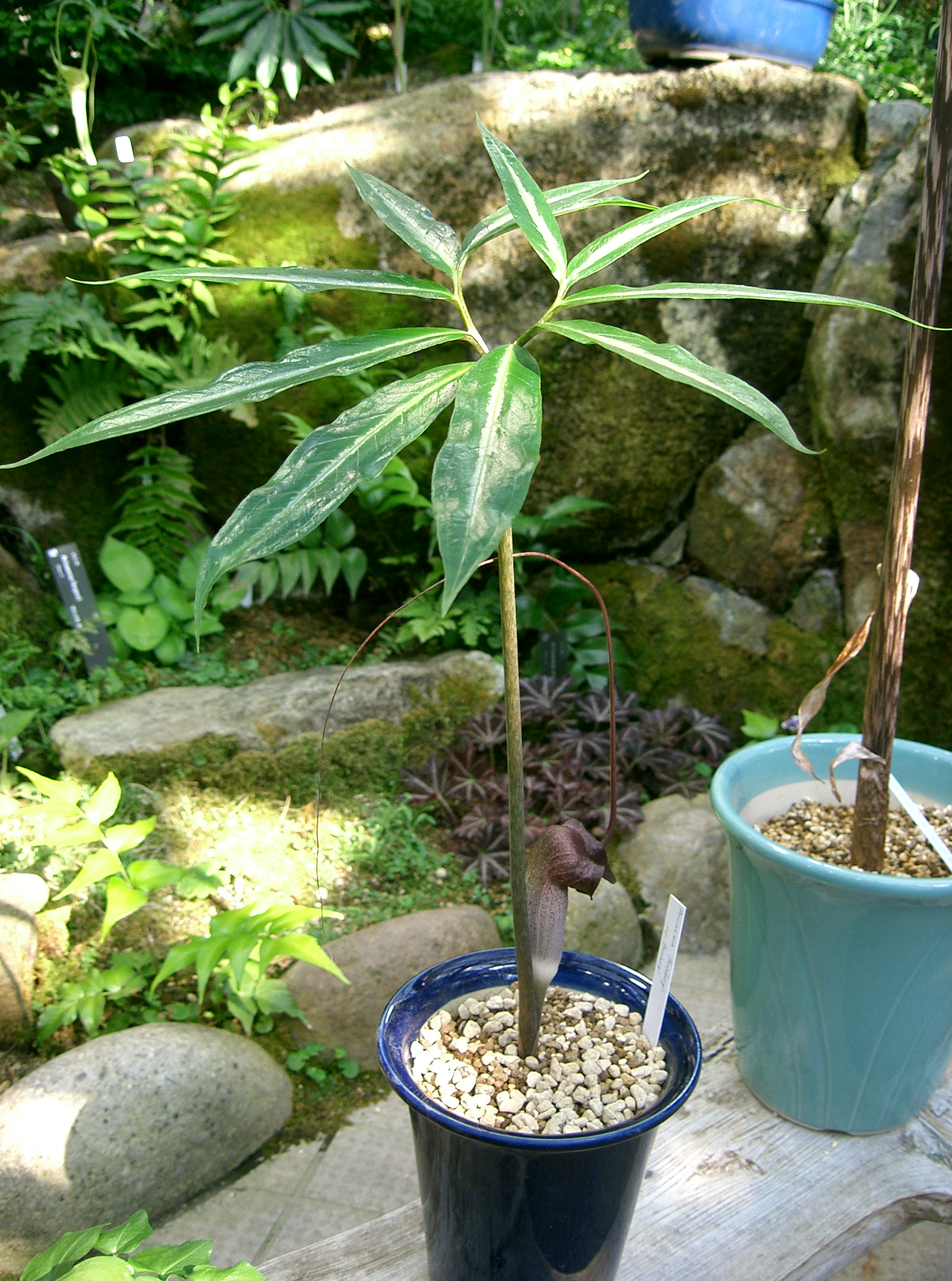
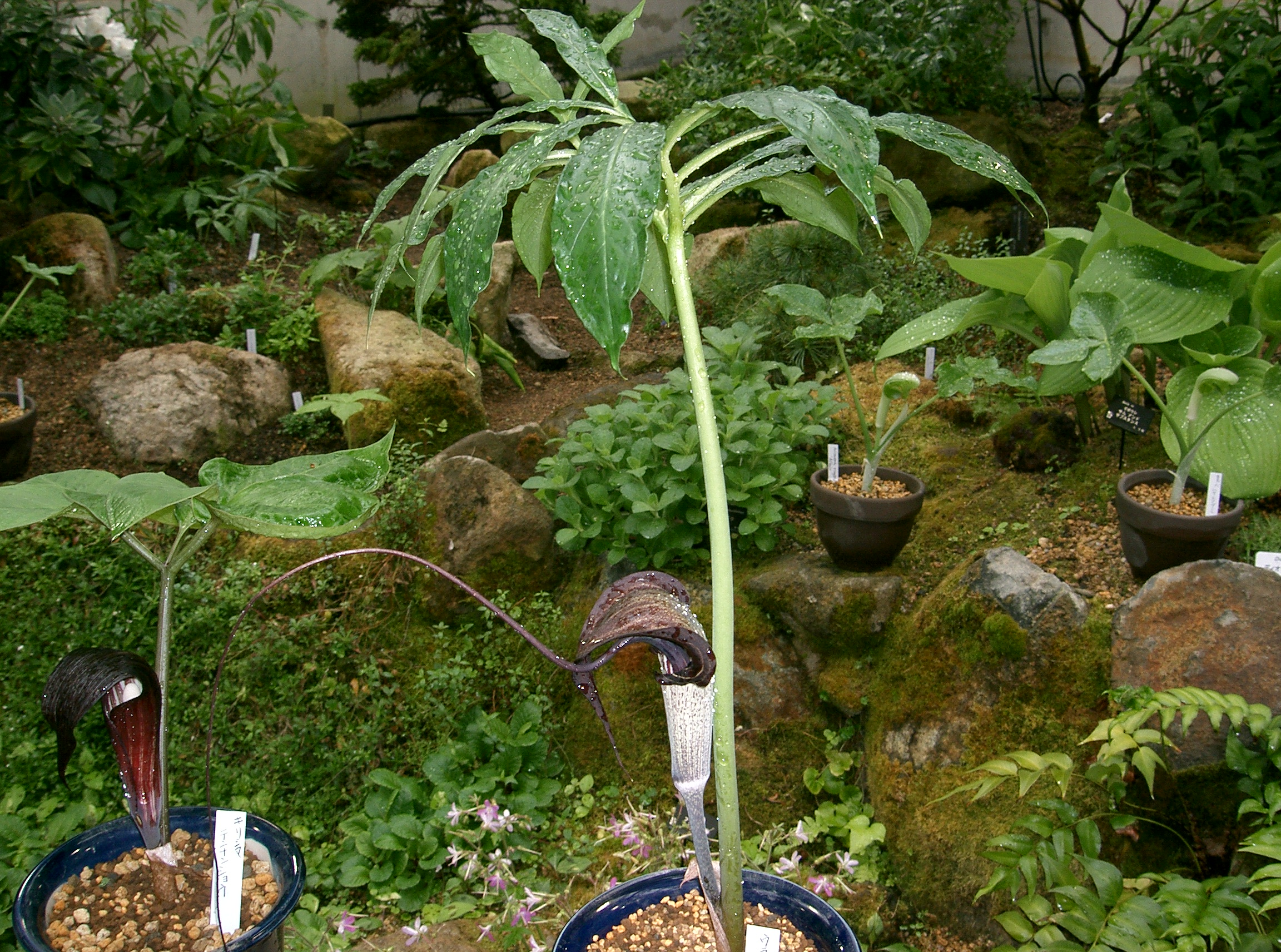
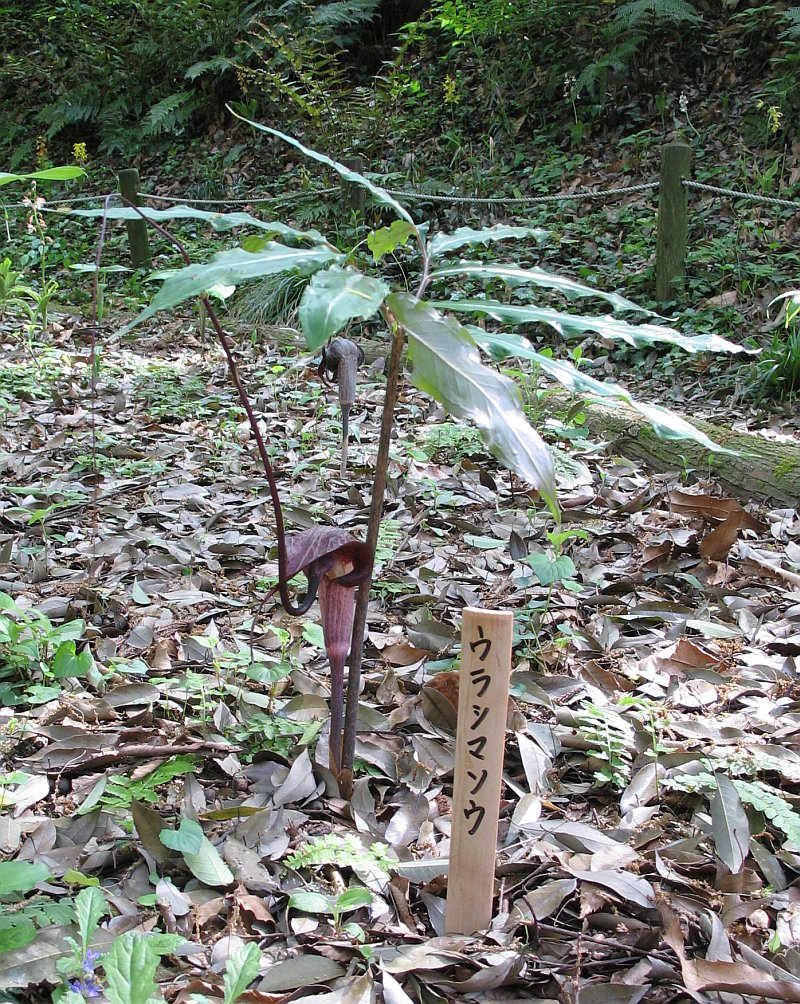